# مافیای سیسیل

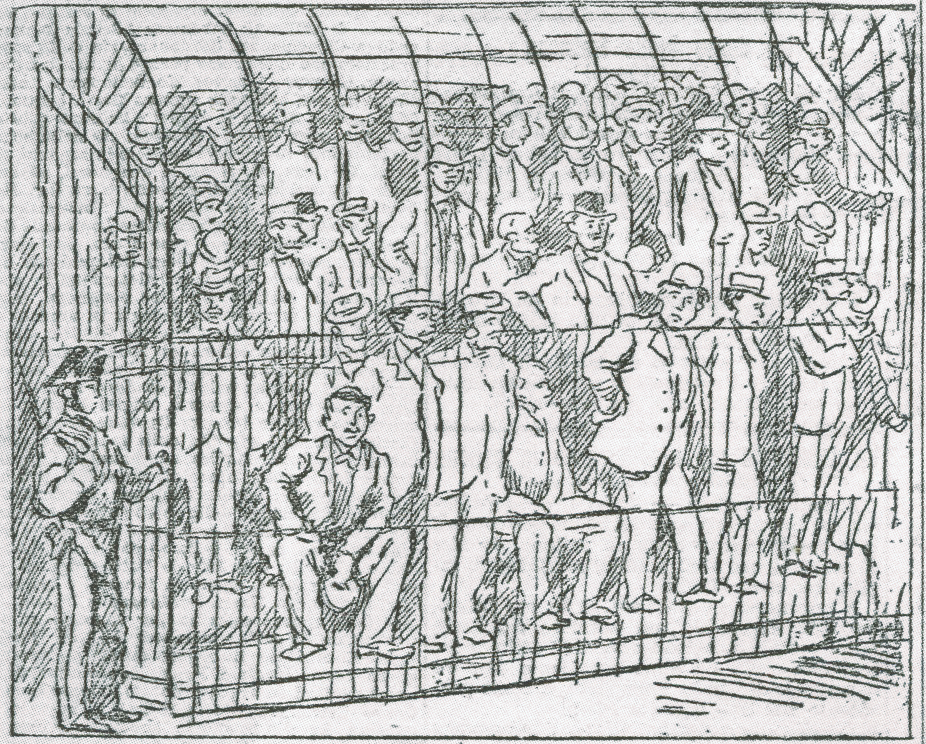
محاکمه مافیوسی‌های سیسیلی در سال ۱۹۰۱.

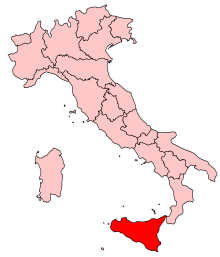
موقعیت سیسیل در کشور ایتالیا رنگ قرمز پر رنگ.

مافیای سیسیل، که به عنوان کوزا نوسترا (ایتالیایی: [ˈkɔ:za ˈnɔstra, ˈkɔ:sa -]) در بین اعضای آن شناخته می‌شود، اتحادیهٔ جنایت‌های سازمان یافته و سازمان جنایی است که در قرن ۱۹ در سیسیل ایجاد شد. این سازمان از چندین گروه جنایی تشکل شده‌است که هرکدام دارای ساختار و کدهای رفتاری مشترک هستند و به این گروه‌ها «کلن»، «خانواده» یا «کاسکا» گفته می‌شود. هر خانواده مسئولیت حاکمیت بر یک منطقه (معمولاً یک شهر یا روستا) را بر عهده دارد که در آن جرم و جنایت‌های خود را انجام می‌دهند. خانواده‌ها اعضای خود را «مردان افتخار» می‌نامند، اما عموم مردم معمولاً آنها را «مافیوسی» می‌نامند. فعالیتهای اصلی مافیا عبارتند از: حفاظت از جرایم از طریق زور، حل اختلافات بین جنایتکاران و نظارت و سازماندهی توافق‌نامه‌ها و معاملات غیرقانونی. در قرن بیستم، پس از مهاجرت گسترده از سیسیل، مافیوسی‌ها گروه‌هایی را در آمریکای شمالی و جنوبی تأسیس کردند که از روش‌های اجداد سیسیلی خود را استفاده می‌کنند.
سازمان پایه‌ای مافیا با نام‌های "خانواده"، "قبیله" یا "کوسکا" شناخته می‌شود. هر خانواده ادعای حاکمیت بر قلمروی خاصی را دارد که معمولاً شامل یک شهر، روستا یا محله‌ای در یک شهر بزرگ می‌شود و در آن محدوده به فعالیت‌های غیرقانونی خود می‌پردازد. اعضای این گروه‌ها خود را "مردان افتخار" می‌نامند، در حالی که مردم عادی معمولاً به آن‌ها "مافیوزی" می‌گویند.
با شروع قرن بیستم، مهاجرت گسترده از سیسیل منجر به تشکیل گروه‌های مافیایی در سایر کشورها شد، به ویژه در ایالات متحده که شاخه‌ای به نام مافیای آمریکایی در آن شکل گرفت. این سازمان‌های دور از وطن با درجات مختلفی، سنت‌ها و روش‌های اجداد سیسیلی خود را تقلید کردند.

## ریشه‌شناسی واژه مافیا
واژه مافیا ریشه در سیسیل دارد. اسم سیسیلی "مافیوسو" (در ایتالیایی: مافیوزو) تقریباً به معنای "ادای مردانگی در راه رفتن" است، اما می‌توان آن را به "جسارت، گستاخی" نیز ترجمه کرد. در اشاره به مردان در سیسیل قرن نوزدهم، این واژه معنایی دوگانه داشت و هم می‌توانست به معنای زورگو و متکبر باشد و هم به معنای بی‌پروا، متهور و مغرور. اما شکل مونث آن "مافیوسا" برای زنان به معنای زیبا و جذاب بود.
ریشه‌های عربی احتمالی:
با توجه به اینکه سیسیل زمانی امارتی اسلامی بود، ممکن است واژه مافیا ریشه عربی داشته باشد. از جمله ریشه‌های احتمالی عربی می‌توان به موارد زیر اشاره کرد:
- معفی (معاف از پرداخت مالیات)
- مهیاص (لاف زدن تهاجمی)
- مرفوض (رد شده)
- معافى (امنیت، حفاظت)
- معافر (نام قبیله‌ای عرب که بر پالرمو حکومت می‌کرد)
معنای امروزی:
امروزه واژه مافیا به عنوان اصطلاحی عام برای هر شبکه جنایت سازمان‌یافته با ساختار و روش‌های مشابه به کار می‌رود. اما جیووانی فالکونه، قاضی ایتالیایی که در سال ۱۹۹۲ توسط مافیا به قتل رسید، با این تعمیم مخالف بود و معتقد بود نباید هر جرم سازمان‌یافته‌ای را مافیا نامید.
نام واقعی مافیا:
بر اساس اعترافات مافیوزی‌های سابق، نام واقعی مافیا "کوزا نوسترا" (کار ما) است. این اصطلاح اولین بار در سال ۱۹۶۳ توسط جوزف والاچی در جلسات استماع سنای آمریکا فاش شد. در سال ۱۹۸۴، توماسو بوشتا به جیووانی فالکونه تأیید کرد که این اصطلاح در مافیای سیسیلی نیز استفاده می‌شود.
نام‌های دیگر:
مافیای سیسیل در طول تاریخ از نام‌های دیگری نیز استفاده کرده است، مانند "جامعه محترم". اعضای مافیا یکدیگر را "مردان افتخار" یا "مردان احترام" می‌نامند.
تفاوت با سازمان‌های مشابه:
کوزا نوسترا را نباید با سازمان‌های مافیایی دیگر در جنوب ایتالیا مانند اندرانگتا در کالابریا، کامورا در کامپانیا، یا ساکرا کرونا یونیتا و سوسیته فوگیانا در آپولیا اشتباه گرفت.

## ساختار

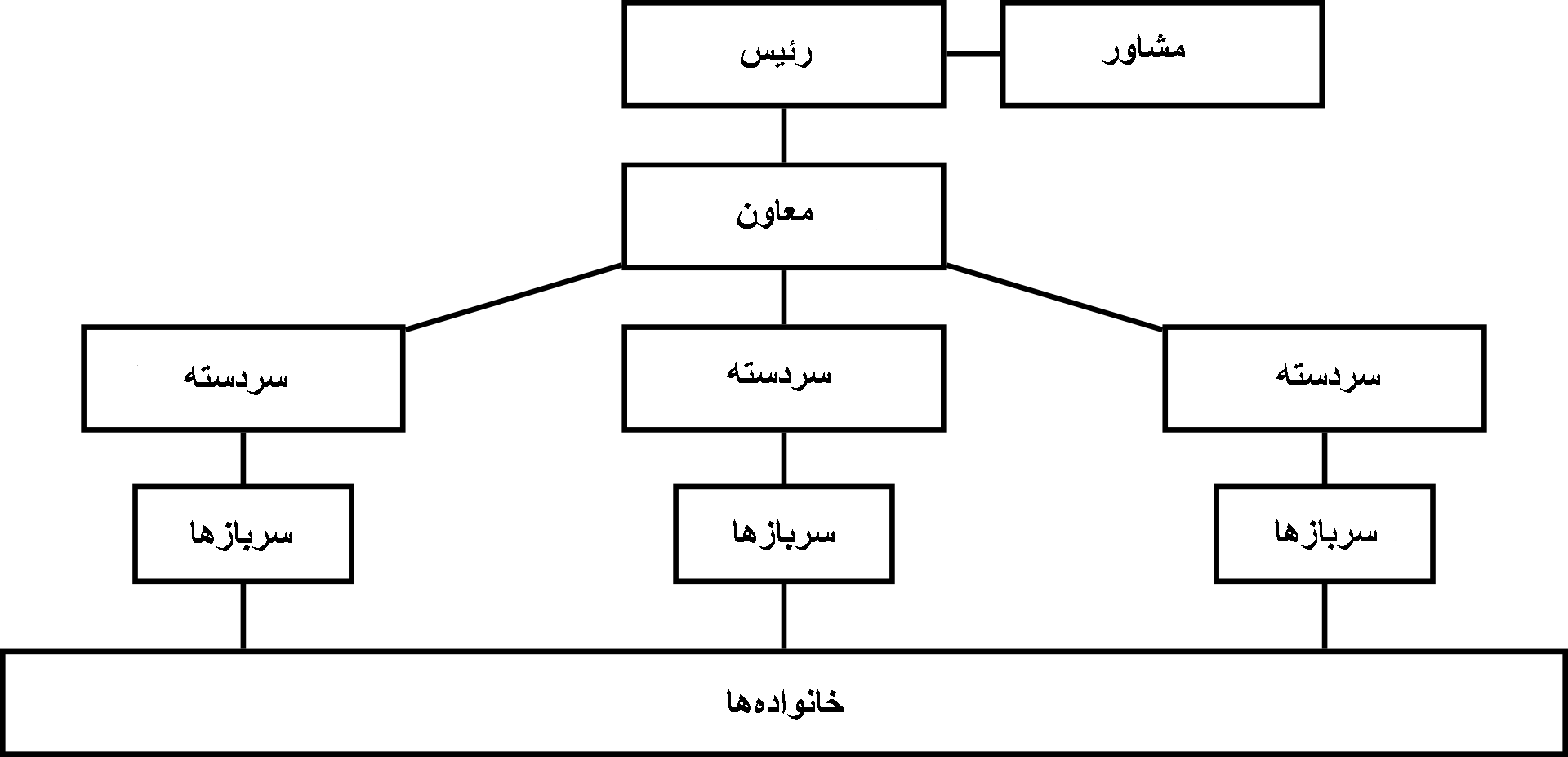
ساختار خانوادهٔ مافیا

ساختار این خانواده‌ها مانند یک درخت می‌باشد و معمولاً توسط فردی که «پدرخوانده» یا «رئیس» نامیده می‌شود، هدایت می‌شود. در کنار رئیس معمولاً یک مشاور هم وجود دارد که درگرفتن تصمیمات به رئیس کمک می‌کند. در پایین مقام رئیس، معاون او قرار دارد. معاون رئیس در مرتبهٔ دوم از لحاظ فرماندهی قرار می‌گیرد، اگر چه میزان قدرتی که او در اختیار دارد، نسبت به رئیس کم‌تر است.
پایین‌تر از معاون رئیس چندین سردسته یا کاپو وجود دارد. هر کاپو محدوده‌ای از قلمرو خانواده را در اختیار دارد. کاپوها باید بسیار قدرتمند باشند تا قدرت خانواده حفظ شود. هر کاپو تعداد زیادی سرباز را برای انجام عملیات‌های مختلف رهبری می‌کند. بعد از کاپو ممکن است گروه‌بان‌ها باشند، که سرپرست ۱۳ سرباز می‌گردند. در نهایت سربازها پایین‌ترین جایگاه را در درون خانواده دارند و معمولاً کارهای جنایی و خطرناک را برای خانواده
انجام می‌دهند. مانند: قتل افراد مورد هدف، زورگیری و دزدی.

## سازمان‌های مافیایی تحت قانون ایتالیا
بر اساس ماده ۴۱۶-بی‌آی‌اس از قانون کیفری ایتالیا که در سال ۱۹۸۲ توسط پیو لا توره معرفی شد، یک انجمن مافیایی (associazione di tipo mafioso) به این صورت تعریف می‌شود:  
«اعضای چنین انجمنی از قدرت ارعاب ناشی از عضویت در آن، و همچنین از سکوت و فرمانبرداری (اومرتا) که این عضویت به همراه می‌آورد، سوءاستفاده می‌کنند تا مرتکب جرائم شوند، مدیریت یا کنترل مستقیم یا غیرمستقیم فعالیت‌های مالی، امتیازات، مجوزها، شرکت‌ها و خدمات عمومی را به دست بگیرند و از این طریق برای خود یا دیگران سود یا مزایای ناعادلانه کسب کنند.»  
این تعریف، چارچوب قانونی برای مقابله با سازمان‌های مافیایی در ایتالیا فراهم کرده و به مقامات اجازه می‌دهد اقدامات شدیدتری علیه گروه‌های سازمان‌یافته جنایی انجام دهند.

## تاریخچه مافیا در ایتالیا
منشأ نامشخص
جان دیکی، مورخ، اظهار داشت که ریشه‌های کوزا نوسترا به‌دلیل مخفی‌کاری اعضا و عدم ثبت سوابق تاریخی توسط خود مافیوزی‌ها، به‌سختی قابل ردیابی است. او افزود که آنها گاهی دروغ‌های عمدی درباره گذشته خود منتشر می‌کنند و حتی گاهی به افسانه‌های خود باور دارند.  
سیسیل پسا-فئودالی
مافیا در قرن نوزدهم و در نتیجه گذار سیسیل از فئودالیسم به سرمایه‌داری و اتحاد با ایتالیای مرکزی شکل گرفت. پس از سال ۱۸۱۲، اشراف زمین‌های خود را به تدریج به شهروندان فروختند یا اجاره دادند. لغو سیستم ارث‌بری نخست‌زاده و توزیع مجدد زمین‌های عمومی و کلیسا پس از الحاق سیسیل به ایتالیا در سال ۱۸۶۰، منجر به افزایش چشمگیر تعداد مالکان زمین شد.  
با افزایش اختلافات مالی و نیاز به حفاظت از املاک، مالکان و بازرگانان به داوران و محافظان خارج از چارچوب قانونی روی آوردند. این گروه‌ها به‌تدریج به اولین خاندان‌های مافیا تبدیل شدند.  
نقشه حضور مافیا در سال ۱۹۰۰
مافیا عمدتاً در غرب سیسیل فعال بود، جایی که زمین‌ها کوچک‌تر بودند و مالکان اغلب غایب بودند. مافیوزی‌ها در این مناطق می‌توانستند از چندین ملک کوچک محافظت کنند و قدرت چانه‌زنی بالایی داشتند. صنایع مرکبات و دامداری به‌ویژه در معرض سرقت بودند و مافیا در بازگرداندن دام‌های دزدیده‌شده بسیار موفق‌تر از پلیس عمل می‌کرد.  
دوره فاشیست و سرکوب مافیا 
در سال ۱۹۲۵، بنیتو موسولینی کمپینی برای نابودی مافیا آغاز کرد. او چزاره موری را به عنوان فرماندار پالرمو منصوب کرد که با تشکیل یک ارتش کوچک از پلیس‌ها و نظامیان، هزاران مظنون را دستگیر کرد. این اقدامات موجب کاهش شدید قتل‌ها و تضعیف مافیا شد، اما آن را کاملاً از بین نبرد.  
احیای مافیا پس از جنگ جهانی دوم
در سال ۱۹۴۳، با اشغال سیسیل توسط متفقین، هرج‌ومرج افزایش یافت و مافیوزی‌های سابق مانند کالوجرو ویترینی و جوزپه جنکو روسو به قدرت بازگشتند. در دهه ۱۹۵۰، مافیا به قاچاق مواد مخدر روی آورد و با کمک مافیای آمریکا، هروئین را به بازارهای ایالات متحده وارد کرد.  
جنگ‌های مافیا
- جنگ اول مافیا (۱۹۶۲-۱۹۶۳): درگیری بین خاندان‌های گرکو و لا باربرا بر سر قاچاق هروئین منجر به کشته‌شدن بسیاری شد و سرانجام با مداخله دولت پایان یافت.  
- جنگ دوم مافیا (۱۹۸۱-۱۹۸۳):سالواتوره ریینا، رهبر کورلئونزی، با حذف رقبا، کنترل کامل مافیا را به دست گرفت. این دوره با قتل‌های گسترده و ترور مقامات دولتی همراه بود.  
محاکمه تاریخی مافیوزی‌ها
در دهه ۱۹۸۰، قضات جووانی فالکونه و پائولو بورسلینو با کمک شاهدانی مانند توماسو بوشته، صدها مافیوزی را محاکمه و زندانی کردند. اما مافیا با ترور این قضات و حملات تروریستی در فلورانس، میلان و رم انتقام گرفت.  
دوره مدرن مافیا
پس از دستگیری ریینا در سال ۱۹۹۳، برناردو پروونزانو رهبری مافیا را بر عهده گرفت و سیاست "سکوت" را در پیش گرفت. او در سال ۲۰۰۶ دستگیر شد و ماتئو مسینا دنارو جایگزین او شد که در سال ۲۰۲۳ دستگیر گردید.  
امروزه مافیا در قاچاق مواد مخدر، قاچاق مهاجران و رانت‌خواری از طریق شرکت‌های پوششی فعال است، اما خشونت‌های آن نسبت به دهه‌های گذشته کاهش یافته است.  

## آیین‌ها و قوانین
مراسم عضویت
یکی از اولین گزارش‌های ثبت‌شده از مراسم عضویت در مافیا توسط برناردینو ورو، رهبر جنبش فاشی سیسیلیانی، ارائه شد. او در سال ۱۸۹۳ برای محافظت از خود به عضویت گروه مافیایی فراتوتزی در کورلئونه درآمد. در خاطراتش، این مراسم را این‌گونه توصیف کرد:
به یک جلسه مخفی دعوت شدم. در اتاقی مرموز، مردان مسلحی دور یک میز نشسته بودند. روی میز،  یک جمجمه و یک خنجر قرار داشت. برای پذیرفته شدن، باید آزمون‌های وفاداری را پشت سر می‌گذاشتم و نوک خنجر به لب پایین‌ام زده می‌شد تا خونم روی جمجمه بریزد.
جووانی بروسکا، یکی از مافیوزی‌های معروف، نیز در سال ۱۹۷۶ مراسم عضویت خود را این‌گونه توصیف کرد:
- او را به یک ضیافت در یک خانه روستایی دعوت کردند.
- روی میز یک اسلحه، خنجر و تصویر یک قدیس قرار داشت.
- از او درباره تعهدش به جنایت و قتل سؤال شد.
- سالواتوره ریینا انگشت او را با سوزن سوراخ کرد و خونش را روی تصویر قدیس مالید.
- سپس تصویر را آتش زدند و به او گفتند: اگر به کوزا نوسترا خیانت کنی، گوشتت مثل این قدیس خواهد سوخت.
این مراسم نمادین، با وجود تغییرات اندک در طول تاریخ، همیشه به‌عنوان تأییدیه نهایی عضویت عمل کرده است.
آداب معاشرت در مافیا
معرفی شدن
- یک مافیوز هرگز خود را مستقیم به عضو دیگری معرفی نمی‌کند، حتی اگر او را بشناسد.
- باید یک مافیوز سوم که هر دو او را می‌شناسند، آن‌ها را به هم معرفی کند.
- این قانون حتی در مورد پدر و پسر نیز صدق می‌کند.
لقب‌ها
- مافیوزی‌های هم‌رده یکدیگر را کومپاره صدا می‌زنند.
- زیردستان، رؤسا را پدرینو خطاب می‌کنند.
ده فرمان مافیا
در سال ۲۰۰۷، پلیس سیسیل فهرستی از قوانین مافیا را در مخفیگاه سالواتوره لو پیکولو کشف کرد:
۱. هیچ‌کس نباید مستقیماً خود را به عضو دیگری معرفی کند.
۲. به همسران اعضا خیره نشوید.
۳. با پلیس‌ها دیده نشوید.
۴. به بار و کلوب نروید.
۵. همیشه آماده خدمت به کوزا نوسترا باشید.
۶. سلسله‌مراتب را رعایت کنید.
۷. با همسران اعضا با احترام رفتار کنید.
۸. در پاسخ به سؤالات، فقط حقیقت را بگویید.
۹. پول دیگران یا خانواده‌های دیگر را ندزدید.
۱۰. این افراد هرگز عضو نمی‌شوند:
- کسی که بستگان نزدیکش در پلیس باشد.
- کسی که در خانواده‌اش خیانتکار داشته باشد.
- کسی که رفتار غیراخلاقی دارد.
آنتونینو کالدرونه، یکی از مافیوزی‌های سابق، در سال ۱۹۸۷ نیز قوانین مشابهی را تأیید کرد.
سکوت مطلق: قانون اومرتا
اومرتا یک قانون سکوت است که خیانت به هم‌پیمانان را ممنوع می‌کند:
- اعضا حق ندارند به پلیس اطلاعات دهند.
- مجازات خیانت، مرگ است.
- مافیوزی‌ها از مصرف الکل و مواد مخدر پرهیز می‌کنند.
- آنها معمولاً کم‌حرف و محتاط هستند.
این قانون به‌قدری جدی است که حتی غیرمافیایی‌ها نیز تحت فشار قرار می‌گیرند تا سکوت کنند.
ممنوعیت مستندسازی
- هیچ سند مکتوبی درباره فعالیت‌های مافیا نباید وجود داشته باشد.
- در سال ۱۹۶۹، میکله کاواتایو به‌خاطر کشیدن نقشه مناطق تحت کنترل مافیا ترور شد.
- به همین دلیل، مراسم عضویت شفاهی است.
این قوانین سختگیرانه، مافیا را به یک سازمان مخفی تقریباً غیرقابل نفوذ تبدیل کرده است.

## حفاظت و اخاذی
مافیا به عنوان تأمین کننده امنیت
بر اساس تحقیقات محققانی مانند دیگو گامبتا و لئوپولد فرانکتی، مافیا به عنوان "کارتل شرکت‌های خصوصی تأمین امنیت" توصیف شده است. فعالیت اصلی مافیا ارائه خدمات حفاظتی و تضمین اعتماد در بخش‌هایی از اقتصاد سیسیل است که نمی‌توان به پلیس و دادگاه‌ها اعتماد کرد. مافیا به حل اختلافات بین مجرمان، سازماندهی معاملات غیرقانونی و حفاظت از تاجران و مجرمان در برابر کلاهبرداران، دزدان و خرابکاران می‌پردازد.
مثال عملی
گامبتا در کتاب خود مثالی از یک قصاب ارائه می‌دهد که می‌خواهد بدون پرداخت مالیات، گوشت به سوپرمارکت بفروشد. در چنین معامله‌ای که ماهیت غیرقانونی دارد، طرفین نمی‌توانند در صورت بروز مشکل به پلیس مراجعه کنند. در اینجا مافیا به عنوان ناظر معامله وارد عمل شده و با دریافت کمیسیون، از هر دو طرف در برابر تقلب محافظت می‌کند.
حفاظت از کسب‌وکارهای قانونی
مافیا خدمات خود را به فعالیت‌های غیرقانونی محدود نمی‌کند. مغازه‌داران اغلب برای محافظت در برابر دزدان به مافیا پول می‌پردازند. مافیوزی‌ها با شناسایی دزدان و واسطه‌های فروش کالاهای دزدی در منطقه خود، در صورت سرقت به تعقیب مجرمان پرداخته و اموال سرقت شده را بازمی‌گردانند.
پیتزو: مالیات ناعادلانه
در سیسیل، پول حفاظت با عنوان "پیتزو" شناخته می‌شود. میزان پیتزو ارتباط ضعیفی با درآمد کسب‌وکارها دارد، به طوری که کسب‌وکارهای کوچک تا 40٪ از سود خود را پرداخت می‌کنند، در حالی که این میزان برای شرکت‌های بزرگ ممکن است تنها 2٪ باشد. این سیستم ناعادلانه مانعی برای رشد کسب‌وکارهای کوچک و تقویت انحصار شرکت‌های بزرگ شده است.
حفاظت در برابر سرقت
مافیوزی‌ها معمولاً از سرقت منع شده‌اند (حداقل از سرقت از افراد مرتبط با مافیا). آنها با شناسایی دزدان و واسطه‌های فروش کالای دزدی در منطقه خود، در صورت سرقت از مشتریانشان به تعقیب مجرمان پرداخته و اموال را بازمی‌گردانند.
حفاظت در برابر رقابت
مافیا گاهی با تهدید رقبا به خشونت، از مشتریان خود در برابر رقابت ناعادلانه محافظت می‌کند. آنها همچنین در اجرای توافق‌های ضد رقابتی بین تاجران نقش دارند، به ویژه در صنایعی مانند جمع‌آوری زباله که شرایط برای ایجاد کارتل مساعد است.
روابط با مشتریان
مافیوزی‌ها با مشتریان بالقوه به روشی تهاجمی اما دوستانه برخورد می‌کنند. آنها ممکن است در ابتدا چند لطف رایگان انجام دهند تا مشتری را جذب کنند. در صورت امتناع مشتری، ممکن است به تخریب اموال یا آزار و اذیت متوسل شوند، اما خشونت فیزیکی مستقیم کمتر رخ می‌دهد.
قلمروهای حفاظتی
هر خانواده مافیایی انحصار استفاده از خشونت را در قلمرو خود حفظ می‌کند. این انحصار گاهی به درگیری‌های خونین بین خانواده‌های مختلف منجر می‌شود. به دلیل این انحصار، قیمت خدمات حفاظتی مافیا اغلب بالا و کیفیت آن پایین است.
نتیجه‌گیری
سیستم حفاظتی مافیا اگرچه غیرقانونی است، اما در بسیاری از موارد نیاز واقعی جامعه را پاسخ می‌دهد. این سیستم با ایجاد امنیت نسبی برای معاملات غیرقانونی و حتی برخی فعالیت‌های قانونی، توانسته است بیش از یک قرن در برابر اقدامات دولت برای نابودی مقاومت کند. با این حال، هزینه‌های اقتصادی این سیستم به ویژه برای کسب‌وکارهای کوچک بسیار سنگین بوده و به رشد اقتصاد منطقه آسیب زده است.

## فعالیت‌های دیگر
خرید آرا
مافیوزی‌ها نقش کلیدی در سیاست محلی ایفا می‌کنند. سیاستمداران برای کسب آراء در انتخابات به مافیا متوسل می‌شوند. حمایت یک مافیوز از یک نامزد می‌تواند منجر به رای‌دهی اعضای خانواده، مشتریان و همدستانش شود. یک مافیوز بانفوذ می‌تواند هزاران رأی برای یک نامزد به ارمغان آورد. همانطور که آنتونیو کالدرونه اشاره کرده، هر عضو مافیا می‌تواند ۴۰ تا ۵۰ رأی را کنترل کند که در سطح استان پالرمو به ۷۵,۰۰۰ تا ۱۰۰,۰۰۰ رأی می‌رسد. سیاستمداران معمولاً این حمایت را با خدماتی مانند مداخله در تحقیقات پلیس یا اعطای مجوزها و قراردادها جبران می‌کنند.
قاچاق
مافیا نقش مهمی در قاچاق کالا ایفا می‌کند:
• تأمین امنیت و سرمایه برای گروه‌های قاچاقچی
• جمع‌آوری سرمایه از سرمایه‌گذاران
• تضمین حسن نیت تمام طرفین
• اطمینان از امنیت عملیات
مافیوزی‌ها به ندرت مستقیماً در عملیات قاچاق مشارکت می‌کنند، مگر در موارد پرخطر مانند قاچاق هروئین که سود بسیار بالایی دارد.
دستکاری در مناقصات
اعتقاد بر این است که مافیای سیسیل سالانه حدود ۶.۵ میلیارد یورو از طریق کنترل قراردادهای دولتی و خصوصی گردش مالی دارد. مافیوزی‌ها با استفاده از تهدید و خشونت، رقبا را از میدان به در کرده و قراردادها را برای شرکت‌های تحت کنترل خود به دست می‌آورند. آنها معمولاً مدیریت مستقیم این کسب‌وکارها را بر عهده نمی‌گیرند، بلکه از طریق دریافت حق‌الحسابه (پیتزو) از سود آنها بهره‌مند می‌شوند.
رباخواری
بر اساس گزارش سال ۲۰۰۷ انجمن مشاغل کوچک ایتالیا:
• حدود ۲۵.۲٪ از کسب‌وکارهای سیسیلی به رباخواران بدهکار بودند
• سالانه حدود ۱.۴ میلیارد یورو به عنوان سود رباخواری پرداخت می‌شد
این آمار در دوران رکود اقتصادی اواخر دهه ۲۰۰۰ افزایش یافت، زیرا بانک‌ها وام‌دهی را محدود کردند.
جرایم ممنوعه
کوزا نوسترا برخی جرایم را برای اعضا و حتی مجرمان مستقل در قلمرو خود ممنوع کرده است:
• سرقت (دزدی منزل، کیف‌زنی و ...)
• آدم‌ربایی (به دلیل جلب توجه منفی و واکنش شدید پلیس)
با این حال، مواردی از نقض این قوانین هم با اجازه و هم بدون اجازه مافیوزهای ارشد گزارش شده است.

## خشونت و اعتبار
قتل‌ها
مافیوزی‌ها تقریباً همیشه عملیات قتل را خودشان انجام می‌دهند. استخدام افراد خارجی برای انجام یک کار خاص بسیار نادر است، و چنین افرادی معمولاً بلافاصله پس از انجام مأموریت حذف می‌شوند چرا که به مسئولیت‌های غیرضروری تبدیل می‌شوند. خشونت مافیا عمدتاً متوجه خانواده‌های مافیایی رقیب است که برای قلمرو و کسب‌وکار با هم رقابت می‌کنند.
خشونت در مافیای سیسیلی نسبت به مافیای آمریکایی شایع‌تر است، چرا که خانواده‌های مافیایی در سیسیل کوچک‌تر و پرتعدادترند و این جوّی بی‌ثبات‌تر ایجاد می‌کند.
اعتبار
قدرت مافیا از اعتبارش در استفاده از خشونت، به ویژه قتل، علیه تقریباً هر کسی ناشی می‌شود. از طریق این اعتبار، مافیوزی‌ها دشمنان خود و دشمنان مشتریانشان را می‌ترسانند. این اعتبار به آن‌ها امکان می‌دهد بدون حضور فیزیکی (مثلاً به عنوان محافظ یا نگهبان) از مشتریان خود محافظت کنند، که در نتیجه می‌توانند همزمان از بسیاری از مشتریان محافظت کنند.
در مقایسه با سایر مشاغل، اعتبار برای یک مافیوزی به ویژه ارزشمند است، چرا که محصول اصلی او محافظت از طریق ارعاب است. اعتبار یک مافیوزی دوگانه است: یا محافظ خوبی است یا بد؛ هیچ حد وسطی وجود ندارد. این به آن دلیل است که یک مافیوزی فقط می‌تواند یا از وقوع خشونت جلوگیری کند یا در صورت وقوع هرگونه خشونت، کاملاً شکست بخورد. در مورد محافظت خشونت‌آمیز طیفی از کیفیت وجود ندارد. در نتیجه، یک سری شکست‌ها می‌تواند کاملاً اعتبار یک مافیوزی و همراه با آن کسب‌وکارش را نابود کند.
هرچه اعتبار یک مافیوزی ترسناک‌تر باشد، بیشتر می‌تواند اختلافات را بدون توسل به خشونت حل کند. حتی ممکن است اتفاق بیفتد که یک مافیوزی که ابزارهای اعمال خشونت را از دست داده است (مثلاً تمام سربازانش در زندان هستند) همچنان بتواند از اعتبارش برای ارعاب و محافظت استفاده کند، اگر همه از ضعف او بی‌خبر باشند و هنوز به قدرت او باور داشته باشند. با این حال، چنین بلف‌هایی معمولاً زیاد دوام نمی‌آورند، چرا که رقبایش ممکن است ضعف او را حس کرده و به او حمله کنند.
وقتی یک رئیس مافیا از رهبری بازنشسته می‌شود (یا کشته می‌شود)، اغلب اعتبار گروهش به عنوان محافظ و مجری مؤثر با او می‌رود. اگر جایگزین او اعتبار ضعیف‌تری داشته باشد، مشتریان ممکن است اعتماد خود را به گروه از دست داده و به همسایگان آن بپیوندند، که باعث تغییر در توازن قدرت و احتمالاً درگیری می‌شود. در حالت ایده‌آل، جانشین رئیس در حین رشد در سلسله مراتب، اعتبار قوی خود را ساخته است و این به گروه یک رهیر جدید معتبر می‌دهد. به این ترتیب، گروه‌های مافیایی تثبیت‌شده نسبت به تازه‌واردانی که از صفر شروع می‌کنند برتری قدرتمندی دارند؛ پیوستن به یک گروه به عنوان یک سرباز به یک مافیوزی مشتاق فرصتی می‌دهد تا اعتبار خود را تحت راهنمایی و حمایت مافیوزی‌های ارشد بسازد.

## پیوندها به بیرون
- Direzione Investigativa Antimafia (به ایتالیایی)